# Đại hội Thể thao Nam Á
Đại hội Thể thao Nam Á (SAG hoặc SA Games), là sự kiện thể thao đa môn được tổ chức bốn năm một lần dành cho các vận động viên đến từ khu vực Nam Á. Có 7 quốc gia tham dự Đại hội, gồm Bangladesh, Bhutan, Ấn Độ, Maldives, Nepal, Pakistan, và Sri Lanka.
Đại hội thể thao Nam Á đầu tiên được tổ chức bởi Kathmandu, Nepal vào năm 1984. Từ năm 1984 đến năm 1987 Đại hội  được tổ chức hàng năm trừ năm 1986, vì đây là năm diễn ra Đại hội Thể thao Khối thịnh vượng chung và Đại hội Thể thao Châu Á. Từ năm 1987 trở đi, nó được tổ chức hai năm một lần trừ một số dịp. Năm 2004, trong cuộc họp lần thứ 32 của Hội đồng Thể thao Nam Á đã quyết định đổi tên các môn thi đấu từ Đại hội thể thao Liên đoàn Nam Á thành Đại hội thể thao Nam Á vì các quan chức tin rằng từ Liên đoàn đang làm giảm sự chú trọng đến sự kiện và đóng vai trò như một rào cản trong việc thu hút mọi người. Những Thế vận hội này thường được thổi phồng là phiên bản Nam Á của Thế vận hội Olympic. Đại hội thể thao Nam Á lần thứ XIII được tổ chức tại Kathmandu, Pokhara và Janakpur từ ngày 1 tháng 12 đến ngày 10 tháng 12 năm 2019.
Đại hội thể thao Nam Á là một trong năm Đại hội thể thao tiểu khu vực của Hội đồng Olympic châu Á (OCA). Các giải còn lại gồm Đại hội thể thao Trung Á, Đại hội thể thao trẻ Đông Á, Đại hội thể thao Đông Nam Á (SEA Games) và Đại hội thể thao Tây Á.

## Danh sách các Đại hội thể thao Nam Á
| Phiên bản | Năm  | Thành phố tổ chức           | Quốc gia tổ chức | Các quốc gia | Các môn thể thao | Sự kiện |
| --------- | ---- | --------------------------- | ---------------- | ------------ | ---------------- | ------- |
| 1         | 1984 | Kathmandu                   | Nepal            | 7            | 5                | 62      |
| 2         | 1985 | Dhaka                       | Bangladesh       | 7            | 7                | 94      |
| 3         | 1987 | Calcutta                    | Ấn Độ            | 7            | 10               | 116     |
| 4         | 1989 | Islamabad                   | Pakistan         | 7            | 10               | 114     |
| 5         | 1991 | Colombo                     | Sri Lanka        | 7            | 10               | 142     |
| 6         | 1993 | Dhaka                       | Bangladesh       | 7            | 11               | 115     |
| 7         | 1995 | Madras                      | Ấn Độ            | 7            | 14               | 143     |
| 8         | 1999 | Kathmandu                   | Nepal            | 7            | 12               | 163     |
| 9         | 2004 | Islamabad                   | Pakistan         | 8            | 15               | 170     |
| 10        | 2006 | Colombo                     | Sri Lanka        | 8            | 20               | 197     |
| 11        | 2010 | Dhaka                       | Bangladesh       | 8            | 23               | 158     |
| 12        | 2016 | Guwahati/Shillong           | Ấn Độ            | 8            | 22               | 226     |
| 13        | 2019 | Kathmandu/Pokhara/Janakpur  | Nepal            | 7            | 26               | 317     |
| 14        | 2026 | Lahore/Islamabad/Faisalabad | Pakistan         | 7            | 37               | TBA     |
| 15        | 2027 | Colombo                     | Sri Lanka        | 7            | TBA              | TBA     |
| 16        | 2030 | Dhaka                       | Bangladesh       | 7            | TBA              | TBA     |
| 17        | 2034 | TBA                         | Ấn Độ            | 7            | TBA              | TBA     |

## Các môn thể thao
Đây là 28 môn thể thao sau đã được thi đấu trong lịch sử Đại hội thể thao Nam Á cho đến phiên bản mới nhất:
- Bắn cung  (chi tiết)

- Điền kinh  (chi tiết)

- Cầu lông  (chi tiết)

- Bóng rổ  (chi tiết)

- Boxing  (chi tiết)

- Cricket  (chi tiết)

- Đua xe đạp  (chi tiết)

- Lặn  (chi tiết)

- Đấu kiếm  (chi tiết)

- Khúc côn cầu  (chi tiết)

- Bóng đá  (chi tiết)

- Golf  (chi tiết)

- Bóng ném  (chi tiết)

- Judo  (chi tiết)

- Kabaddi  (chi tiết)

- Karate  (chi tiết)

- Kho-Kho  (chi tiết)

- Chèo thuyền  (chi tiết)

- Bắn súng  (chi tiết)

- Bóng quần  (chi tiết)

- Bơi lội  (chi tiết)

- Bóng bàn  (chi tiết)

- Taekwondo  (chi tiết)

- Quần vợt  (chi tiết)

- Ba môn phối hợp  (chi tiết)

- Bóng chuyền  (chi tiết)

- Cử tạ  (chi tiết)

- Đấu vật  (chi tiết)

- Wushu  (chi tiết)

## Tổng hiệu suất
Đây là bảng thống kê trước khi kết thúc Đại hội Thể thao Nam Á 2019.
| Quốc gia   | Đội hạng nhất | Đội hạng nhì | Đội hạng ba |
| ---------- | ------------- | ------------ | ----------- |
| Ấn Độ      | 13 lần        | –            | –           |
| Pakistan   | –             | 7 lần        | 4 lần       |
| Sri Lanka  | –             | 4 lần        | 7 lần       |
| Nepal      | –             | 2 lần        | –           |
| Bangladesh | –             | –            | 2 lần       |

## Bảng huy chương qua các kỳ
Đây là bảng xếp hạng kể từ khi kết thúc Đại hội Thể thao Nam Á 2019.
| Thứ hạng | NOC         | Đã tham gia | Vàng | Bạc | Đồng | Tổng cộng |
| 1        | Ấn Độ       | 13          | 1274 | 744 | 390  | 2408      |
| 2        | Pakistan    | 13          | 360  | 458 | 457  | 1275      |
| 3        | Sri Lanka   | 13          | 260  | 444 | 690  | 1394      |
| 4        | Nepal       | 13          | 130  | 182 | 367  | 679       |
| 5        | Bangladesh  | 13          | 87   | 210 | 491  | 788       |
| 6        | Afghanistan | 4           | 20   | 26  | 54   | 100       |
| 7        | Bhutan      | 13          | 2    | 23  | 66   | 91        |
| 8        | Maldives    | 13          | 1    | 4   | 13   | 18        |

## Bảng huy chương qua các kì
| Thứ hạng      | NOC                          | 1984                         | 1984                         | 1984                         | 1985                         | 1985                         | 1985                         | 1987                         | 1987                         | 1987                         | 1989                         | 1989                         | 1989                         | 1991                         | 1991                         | 1991                         | 1993                         | 1993                         | 1993                         | 1995                         | 1995                         | 1995                         | 1999                         | 1999                         | 1999   | 2004 | 2004   | 2004   | 2006 | 2006   | 2006   | 2010 | 2010   | 2010   | 2016 | 2016   | 2016                         | 2019                         | 2019                         | 2019   |
| Thứ hạng      | NOC                          | Gold                         | Silver                       | Bronze                       | Gold                         | Silver                       | Bronze                       | Gold                         | Silver                       | Bronze                       | Gold                         | Silver                       | Bronze                       | Gold                         | Silver                       | Bronze                       | Gold                         | Silver                       | Bronze                       | Gold                         | Silver                       | Bronze                       | Gold                         | Silver                       | Bronze | Gold | Silver | Bronze | Gold | Silver | Bronze | Gold | Silver | Bronze | Gold | Silver | Bronze                       | Gold                         | Silver                       | Bronze |
| ------------- | ---------------------------- | ---------------------------- | ---------------------------- | ---------------------------- | ---------------------------- | ---------------------------- | ---------------------------- | ---------------------------- | ---------------------------- | ---------------------------- | ---------------------------- | ---------------------------- | ---------------------------- | ---------------------------- | ---------------------------- | ---------------------------- | ---------------------------- | ---------------------------- | ---------------------------- | ---------------------------- | ---------------------------- | ---------------------------- | ---------------------------- | ---------------------------- | ------ | ---- | ------ | ------ | ---- | ------ | ------ | ---- | ------ | ------ | ---- | ------ | ---------------------------- | ---------------------------- | ---------------------------- | ------ |
| 1             | Ấn Độ                        | 44                           | 28                           | 16                           | 61                           | 32                           | 14                           | 91                           | 45                           | 19                           | 61                           | 43                           | 20                           | 64                           | 59                           | 41                           | 60                           | 46                           | 31                           | 106                          | 60                           | 19                           | 102                          | 58                           | 37     | 103  | 57     | 32     | 118  | 69     | 47     | 90   | 55     | 30     | 188  | 92     | 28                           | 175                          | 92                           | 45     |
| 2             | Pakistan                     | 5                            | 3                            | 2                            | 21                           | 26                           | 12                           | 16                           | 36                           | 14                           | 42                           | 33                           | 22                           | 28                           | 32                           | 25                           | 23                           | 22                           | 20                           | 10                           | 33                           | 36                           | 10                           | 36                           | 30     | 38   | 55     | 50     | 43   | 44     | 71     | 19   | 25     | 36     | 12   | 35     | 57                           | 30                           | 41                           | 57     |
| 3             | Sri Lanka                    | 7                            | 11                           | 19                           | 2                            | 7                            | 9                            | 4                            | 7                            | 23                           | 6                            | 10                           | 21                           | 44                           | 34                           | 40                           | 20                           | 22                           | 39                           | 16                           | 25                           | 53                           | 16                           | 42                           | 62     | 17   | 32     | 57     | 37   | 63     | 78     | 16   | 35     | 54     | 25   | 64     | 98                           | 40                           | 84                           | 128    |
| 4             | Nepal                        | 4                            | 12                           | 8                            | 1                            | 9                            | 22                           | 2                            | 7                            | 33                           | 1                            | 13                           | 32                           | 2                            | 8                            | 29                           | 1                            | 6                            | 15                           | 4                            | 8                            | 16                           | 31                           | 10                           | 24     | 7    | 6      | 20     | 9    | 15     | 31     | 8    | 9      | 19     | 3    | 23     | 35                           | 51                           | 60                           | 96     |
| 5             | Bangladesh                   | 2                            | 8                            | 13                           | 9                            | 17                           | 38                           | 3                            | 20                           | 31                           | 1                            | 12                           | 24                           | 4                            | 8                            | 28                           | 11                           | 19                           | 32                           | 7                            | 17                           | 34                           | 2                            | 10                           | 35     | 3    | 13     | 24     | 3    | 15     | 34     | 18   | 23     | 56     | 4    | 16     | 55                           | 19                           | 32                           | 89     |
| 6             | Bhutan                       | 0                            | 0                            | 2                            | 0                            | 0                            | 4                            | 0                            | 1                            | 5                            | 0                            | 0                            | 3                            | 0                            | 0                            | 0                            | 0                            | 0                            | 0                            | 0                            | 0                            | 2                            | 1                            | 6                            | 7      | 1    | 3      | 2      | 0    | 3      | 10     | 0    | 2      | 3      | 0    | 1      | 15                           | 0                            | 7                            | 13     |
| 7             | Maldives                     | 0                            | 0                            | 1                            | 0                            | 0                            | 0                            | 0                            | 0                            | 0                            | 0                            | 0                            | 0                            | 0                            | 1                            | 0                            | 0                            | 0                            | 0                            | 0                            | 0                            | 1                            | 0                            | 0                            | 4      | 0    | 0      | 0      | 0    | 0      | 0      | 0    | 0      | 2      | 0    | 2      | 1                            | 1                            | 0                            | 4      |
| Thành viên cũ |                              |                              |                              |                              |                              |                              |                              |                              |                              |                              |                              |                              |                              |                              |                              |                              |                              |                              |                              |                              |                              |                              |                              |                              |        |      |        |        |      |        |        |      |        |        |      |        |                              |                              |                              |        |
| Afghanistan   | Không phải một phần của SAOC | Không phải một phần của SAOC | Không phải một phần của SAOC | Không phải một phần của SAOC | Không phải một phần của SAOC | Không phải một phần của SAOC | Không phải một phần của SAOC | Không phải một phần của SAOC | Không phải một phần của SAOC | Không phải một phần của SAOC | Không phải một phần của SAOC | Không phải một phần của SAOC | Không phải một phần của SAOC | Không phải một phần của SAOC | Không phải một phần của SAOC | Không phải một phần của SAOC | Không phải một phần của SAOC | Không phải một phần của SAOC | Không phải một phần của SAOC | Không phải một phần của SAOC | Không phải một phần của SAOC | Không phải một phần của SAOC | Không phải một phần của SAOC | Không phải một phần của SAOC | 1      | 3    | 28     | 6      | 7    | 16     | 7      | 9    | 16     | 7      | 9    | 19     | Không phải một phần của SAOC | Không phải một phần của SAOC | Không phải một phần của SAOC |        |

## Đại hội liên quan

### Đại hội thể thao bãi biển Nam Á
| Phiên bản | Năm  | Thành phố tổ chức | Quốc gia tổ chức | Đội dành chiến thắng |
| --------- | ---- | ----------------- | ---------------- | -------------------- |
| I         | 2011 | Hambantota        | Sri Lanka        | Ấn Độ (IND)          |

### Thế vận hội mùa đông Nam Á
| Phiên bản | Năm  | Thành phố tổ chức | Quốc gia tổ chức | Đội dành chiến thắng |
| --------- | ---- | ----------------- | ---------------- | -------------------- |
| I         | 2011 | Dehradun và Auli  | Ấn Độ            | Ấn Độ (IND)          |